# Coppa del Portogallo 2010-2011 (hockey su pista)
La Coppa del Portogallo 2010-2011 è stata la 38ª edizione della principale coppa nazionale portoghese di hockey su pista. La competizione ha avuto luogo dall'8 dicembre 2010 al 19 giugno 2011 con la disputa delle final four presso il Pavilhão Dr. Mário Mexia di Coimbra. Il trofeo è stato conquistato dall'Oliveirense per la seconda volta nella sua storia superando in finale il Candelária.

## Risultati

### Sedicesimi di finale
| Squadra 1        | Risultato       | Squadra 2          |
| ---------------- | --------------- | ------------------ |
| Alenquer Benfica | 4 - 6           | Fisica             |
| Braga            | 3 - 2           | Portosantese       |
| Carvalhos        | 5 - 4           | Cascais            |
| Cucujaes         | 3 - 9           | Espinho            |
| Escola Livre     | 3 - 8           | Académico Cambra   |
| Gulpilhares      | 6 - 9           | Benfica            |
| Limianos         | 2 - 2 (0-1 dtr) | Porto              |
| Paço de Arcos    | 6 - 3           | Tigres             |
| Povoa            | 2 - 5           | Candelária         |
| Riba De Ave      | 6 - 5           | Juventude Ouriense |
| Santa Cita       | 6 - 4           | Sobreira           |
| Sporting CP      | 9 - 6           | Mealhada           |
| Sporting Tomar   | 2 - 4           | Juventude Viana    |
| Turquel          | 2 - 4           | Oliveirense        |
| Valongo          | 9 - 6           | Barcelos           |
| Vasco da Gama    | 2 - 3           | Biblioteca         |

### Ottavi di finale
| Squadra 1       | Risultato | Squadra 2        |
| --------------- | --------- | ---------------- |
| Biblioteca      | 1 - 6     | Valongo          |
| Candelária      | 6 - 2     | Braga            |
| Carvalhos       | 5 - 11    | Benfica          |
| Juventude Viana | 3 - 2     | Fisica           |
| Paço de Arcos   | 7 - 3     | Académico Cambra |
| Porto           | 8 - 5     | Espinho          |
| Santa Cita      | 3 - 2     | Riba De Ave      |
| Sporting CP     | 4 - 7     | Oliveirense      |

### Quarti di finale
| Squadra 1       | Risultato | Squadra 2   |
| --------------- | --------- | ----------- |
| Benfica         | 4 - 5     | Candelária  |
| Juventude Viana | 3 - 5     | Valongo     |
| Paço de Arcos   | 0 - 2     | Oliveirense |
| Santa Cita      | 2 - 8     | Porto       |

### Final four

#### Semifinali
| Coimbra 18 giugno 2011 | Candelária | 2 – 0 | Valongo | Pavilhão Dr. Mário Mexia |

| Coimbra 18 giugno 2011 | Oliveirense | 5 – 4 | Porto | Pavilhão Dr. Mário Mexia |

#### Finale
| Coimbra 19 giugno 2011 | Candelária | 2 – 5 | Oliveirense | Pavilhão Dr. Mário Mexia |